# Pliotaxidea
Pliotaxidea — вимерлий рід хижих, що знайдений у таких країнах: США (22 колекції). Рід містить такі види: Pliotaxidea garberi, Pliotaxidea nevadensis.